# لری، کبک
لری (به فرانسوی: Léry) شهرکی در منطقه شهری روسیون ناحیه مونترژی در استان کبک کانادا است. در سرشماری سال ۲۰۱۱ این شهرک ۲٬۳۶۸ نفر جمعیت داشته‌است و مساحت آن ۱۰٫۹۸ کیلومتر مربع است.